# St Michel Biscuits
St Michel Biscuits, anciennement Morina Baie Biscuits ou MBB, est une entreprise agroalimentaire française, dont le siège social est situé à Contres, dans le département de Loir-et-Cher et la région Centre-Val de Loire.
Le groupe transforme en France et commercialise des pâtisseries sèches (biscuits) sous les marques commerciales St Michel ou Biscuiterie de la baie du Mont-Saint-Michel, des madeleines et des brownies.

## Histoire
L'entreprise Morina Pâtissier est créée à Contres en 1957par Jean-Claude Morina.
En 1978, Jean Gervoson, le fondateur d’Andros, acquiert la Biscuiterie de la Baie du Mont-Saint-Michel, un fabricant de palets bretons située à Avranches puis, en 1987, la biscuiterie Morina Pâtissier spécialiste des madeleines. Les deux entreprises se rapprochent pour former le groupe Morina Baie Biscuits. Au milieu des années 1990, Andros relance l'activité des deux biscuiteries grâce à de nouveaux produits et à la marque Bonne Maman.
En 2006, Morina Baie Biscuits double sa taille en rachetant Bahlsen St Michel au groupe allemand Bahlsen.
En 2008, Morina Baie Biscuits change de dénomination pour prendre le nom de sa filiale la plus connue et devient St Michel Biscuits.
En avril 2011, St Michel rachète l'usine Champador à Champagnac-de-Belair qui compte 250 salariés et fabrique des produits pâtissiers « prêts à garnir ».
En 2012, le groupe St Michel Biscuits emploie environ 1 200 personnes.
Depuis 2018, l'entreprise est le principal partenaire de l'équipe cycliste Saint Michel-Auber 93, dont l'équipe féminine est invitée sur le Tour de France 2022.

## Activité

### Produits
Parmi les produits du groupe, on peut citer les produits de la biscuiterie Saint-Michel dont notamment la galette Saint-Michel, le sablé de Retz ou le palet Roudor.
L'entreprise vend 4,5 milliards de biscuits par an.

### Implantations
L'entreprise possède dix implantations en France. Son siège social est situé à Contres dans le Loir-et-Cher, sa filiale la Biscuiterie de la baie du Mont-Saint-Michel se situe à Avranches dans la Manche (Normandie) et sa filiale la Biscuiterie Saint-Michel se situe à Saint-Michel-Chef-Chef Loire-Atlantique (Pays de Loire) ainsi qu'à Commercy dans la Meuse (Lorraine).
L’entreprise produit des biscuits et des pâtisseries dans huit usines en France. Les sites de transformation sont établis à Saint-Michel-Chef-Chef, le site historique (Loire-Atlantique), Avranches (Manche), Guingamp (Côtes-d'Armor), Champagnac-de-Belair (Dordogne), Contres (Loir-et-Cher), Commercy (Meuse), Saint-Père-en-Retz (Loire-Atlantique).
Les fabrications sont acheminées et stockées à Contres où le groupe a mis en place un site logistique.
Un réseau de boutiques St Michel couvre Ardevon, Beauvoir, Commercy, Contres, La Rochelle, Nantes, Tours, Saint-Michel-Chef-Chef et Saint Malo (ainsi qu'une boutique en ligne).

## Données financières et économiques

### Chiffre d'affaires
St Michel Biscuit a un chiffre d'affaires de 440 millions d'euros en 2019. En dix ans, son chiffre d'affaires a doublé.